# Theateraufführung
Eine Theateraufführung bezeichnet das Ereignis der szenischen Darbietung eines Bühnenwerkes in dessen spezifischer Inszenierung.

## Geschichte
Unter einer Aufführung versteht man ein Ereignis, bei dem zwei Gruppen, Zuschauer und Akteure, miteinander in Interaktion treten. Dieses Ereignis findet zu bestimmten Zeiten an einem bestimmten Ort statt, der sich nicht zwangsläufig in entsprechend etablierten Räumlichkeiten wie dem Theater befinden muss, und ist ein in besonderer Weise gegenwärtiges und flüchtiges Ereignis.
Die Aufführung ist ein Produkt kollektiver künstlerischer Arbeit, die von der Regie geleitet und von Dramaturgie, Bühnenbild, Requisite, Maske, Bühnentechnik, Bühnenmaschinerie, Inspizienz und anderen Funktionsbereichen unterstützt wird.
Theateraufführungen können mit den Mitteln des Sprechtheaters, des Tanztheaters, pantomimisch oder als Improvisationstheater bzw. Stegreifkomödie erfolgen. Bei Umsetzungen mit den Mitteln des Musiktheaters spricht man meist von Opern- oder Ballett-Aufführungen (bzw. Operette, Musical). Seit dem Napoleonischen Theaterdekret von 1807 gelten zirkusähnliche Veranstaltungen nicht mehr als Theateraufführungen.
Die Theateraufführung geschieht meist als Verkörperung oder Verlebendigung eines Textes oder im Improvisationstheater frei. In ihr geschieht eine Interaktion von Vorlage, Darstellern, Publikum sowie dem aktuellen Kontext beziehungsweise Zeitgeist. 
Seit dem  20. Jahrhundert durchläuft das Theater einen „performativen Wandel“.
Der Theaterwissenschaftler Max Herrmann entwickelte um 1920 den Begriff der Aufführung zu einem theoretischen weiter, indem er die Aufführung losgelöst vom literarischen Text, beziehungsweise dem Drama, begreift und es zu einer eigenständigen Kunstform erhebt.
Eine Aufführung ist ein transitorisches Ereignis, denn selbst wenn die spezifische Inszenierung viele Male auf der gleichen Bühne nach dem gleichen Inszenierungstext realisiert wird, entsteht jedes Mal eine neue, eine andere Beziehung zwischen Akteuren und Zuschauern und somit eine einmalige Aufführung. 

## Die Rolle des Zuschauers innerhalb einer Theateraufführung
Die kleinste Einheit, die es zu erfüllen gilt, um von Theater sprechen zu können, ist die Anwesenheit von jeweils mindestens einem Darsteller und einem Zuschauer, der ihm bei der Darbietung zusieht. Der Zuschauer besitzt demnach eine tragende Rolle innerhalb einer Aufführung, da dieses Ereignis ohne ihn so nicht hätte stattfinden können. 
Obwohl im Zuge des performativen Wandels in den letzten Jahrzehnten immer wieder Theatersituationen stattfanden, in denen die Zuschauer zur Partizipation auf unterschiedlichste Weise aufgefordert wurden, verhält es sich auch im zeitgenössischen Theater weiterhin so, dass der Zuschauer in der Regel räumlich von der Bühne, auf der die Darsteller agieren, getrennt ist und im Zuschauersaal Platz nimmt. Somit bestimmt der Rahmen in hohem Ausmaß mit vorab gesetzten Rollenverhältnissen den Aufführungscharakter und konstituiert die auffälligsten Unterschiede zu anderen Aufführungssituationen wie beispielsweise der Performance.
Der Zuschauer verweilt für die Dauer der Theateraufführung auf seinem Platz und greift, zumindest physisch, nicht in das Geschehen auf der Bühne ein. Dennoch nimmt er auf eine andere Art und Weise teil, indem seine physische Präsenz, die Wahrnehmung, die Rezeption und spezifische Reaktion Einfluss auf den Verlauf der Aufführung haben.
„Was immer die Akteure tun, hat Auswirkungen auf die Zuschauer und was immer die Zuschauer tun, hat Auswirkungen auf die Akteure und die anderen Zuschauer.“
Durch dieses Wechselspiel entsteht die Aufführung gewissermaßen während ihres Verlaufs, bei dem sich die Zuschauer nicht nur als Beobachter, sondern als Subjekte erfahren, die an der Aufführung mitunter beteiligt sind und sich zugleich von dem Geschehen fremdbestimmen lassen. Der Zuschauer nimmt das Geschehen auf der Bühne wahr und interpretiert es jeweils mit seinem individuellen Erfahrungshorizont, wodurch jeder einzelne Zuschauer der Aufführung einen Überschuss an Bedeutung beifügt, die sie so für sich alleine genommen nicht hätte aufweisen können. Neben der Wahrnehmung von etwas als etwas, in seiner Selbstbezüglichkeit, entstehen weitere assoziative Bedeutungen wie Erinnerungen, Gefühle und Gedanken jeglicher Art, die den Zuschauer eher überfallen als vorhersagbar sind. In diesem Akt der unkontrollierbaren Interpretation liegt jene, die Aufführung mitkonstituierende Kraft des Zuschauers und lässt Theater zum Erfahrungsraum werden. Er ist demnach ein teilnehmender Beobachter, der durch seinen Blick Zusammenhänge herstellt und dem Dargestellten eine individuelle Bedeutung gibt.
Max Herrmann bezeichnet dieses Zusammenspiel beider Gruppen als ein „soziales Spiel“ in dem alle an dem Ereignis teilnehmen, wobei er sich primär auf den Körper des Schauspielers und sein Spiel im Raum, wie auch die Interaktion mit dem Zuschauer und dem „dynamischen Prozess“, der zwischen beiden entsteht, konzentriert.
Die Tatsache, dass speziell im Theater das Dargestellte in derselben Raumzeit stattfindet wie die Rezeption, versetzt insbesondere den Zuschauer in die Lage, ein mitverantwortlicher Teil des Ganzen zu sein, da er das Gesehene auch jederzeit beispielsweise hätte unterbrechen können.